# Il fantasma del palcoscenico (Piccoli Brividi)
Il fantasma del palcoscenico (Phantom of the Auditorium) è il ventiquattresimo libro della serie horror per ragazzi Piccoli brividi, scritta da R. L. Stine.

## Trama
Brooke e il suo migliore amico Zeke, a cui piace molto spaventare la gente, ottengono ruoli da protagonisti in una recita scolastica, intitolata appunto "Il Fantasma del Palcoscenico". Brooke interpreterà la figlia del proprietario del teatro e Zeke il fantasma. La professoressa Walker, l'organizzatrice della recita, racconta ai ragazzi che, secondo una leggenda, quel copione è maledetto. Quello spettacolo avrebbe dovuto essere inscenato settantadue anni prima, in occasione dell'inaugurazione della scuola, ma, prima della rappresentazione, il ragazzo che avrebbe interpretato il fantasma era scomparso misteriosamente e nessuno lo aveva più trovato. Secondo la leggenda, da allora quel fantasma vive nella scuola e non avrebbe mai permesso a nessuno di inscenare quello spettacolo. La professoressa mostra anche ai ragazzi una botola sul palco con una piattaforma che sprofonda: nella recita il fantasma sarebbe dovuto apparire e scomparire proprio attraverso quella botola.
Dopo le prove, Brooke e Zeke si trattengono nell'auditorium per provare quella botola, per curiosità. La piattaforma però scende molto più in basso del previsto e i due ragazzi si ritrovano in un corridoio sotterraneo. Non hanno però il coraggio di esplorarlo e così ritornano sul palco. Qui incontrano un individuo dall'aria inquietante, il quale dice di essere Emile, il guardiano notturno della scuola. Il giorno dopo, Brooke incontra un ragazzo nuovo nella sua classe, di nome Brian, che riesce ad entrare tra gli organizzatori della recita come pittore per i fondali. Da quel momento, qualcuno con addosso la maschera del fantasma inizia a giocare brutti scherzi agli organizzatori della recita, riuscendo sempre a spaventarli. Tutte le malefatte sono accompagnate dalla misteriosa scritta: "STATE ALLA LARGA DALLA MIA CASA DOLCE CASA". Ogni volta il responsabile degli scherzi sembra essere Zeke, che però si dichiara sempre innocente. Brooke alla fine inizia a credergli ed i ragazzi sospettano che il responsabile di tutto sia Emile, il quale è in realtà un fantasma che infesta la scuola: la segretaria aveva infatti detto loro che non esisteva nessun guardiano notturno. Una sera, Brooke, Zeke e Brian si introducono nella scuola per cercare di braccare il fantasma. Vengono però sorpresi dalla professoressa Walker, la quale scopre anche che qualcuno ha rovinato i fondali scrivendovi sopra con della vernice la solita frase. I tre finiscono quindi nei guai, soprattutto Zeke perché nel suo armadietto viene ritrovato un barattolo di vernice.
Decisi a dimostrare a tutti la presenza del fantasma, la sera successiva i tre ragazzi si introducono di nuovo nell'auditorium e scendono nei sotterranei con la piattaforma. Questa volta percorrono il corridoio e in fondo vi trovano una normale stanza poveramente ammobiliata. Incontrano anche Emile, che ammette di essere stato il responsabile delle malefatte, ma afferma di non essere un fantasma. I ragazzi vengono poi soccorsi dal padre di Zeke e la situazione si chiarisce: Emile era solo un senzatetto che si era sistemato in quella stanza nei sotterranei della scuola e aveva cercato di mandare a monte lo spettacolo per tenere tutti lontani dalla sua casa.
Lo spettacolo va quindi in scena. Durante la recita, Brooke però si accorge che sotto la maschera del fantasma non vi è Zeke, ma un'altra persona. Questi, ad un tratto, senza seguire il copione, afferma davanti al pubblico di essere il ragazzo scomparso settantadue anni prima: all'epoca era caduto nella botola morendo e diventando un fantasma. Aveva poi atteso tutto quel tempo per poter finalmente comparire in scena ed esibirsi in quella parte che non aveva mai potuto fare. Poi, il misterioso individuo scompare per sempre attraverso la botola, tra gli applausi del pubblico. Tutti sono convinti che si tratti di una buona trovata di Zeke, il quale era invece stato messo KO prima della recita dal misterioso individuo.
Il giorno dopo, Brooke trova nel suo armadietto un vecchio annuario scolastico e, da una foto, scopre che il ragazzo che era morto prima di interpretare la parte del fantasma settantadue anni prima era il suo amico Brian.

## Episodio TV
- Nell'episodio TV è Tina che racconta la storia del fantasma, mentre nel libro è la signora Walker
- Nell'episodio TV i ragazzi sono seduti sul palcoscenico, mentre nel libro sono seduti nella platea
- Nell'episodio TV i ragazzi sanno chi devono interpretare, mentre nel libro lo vengono a sapere leggendo su una bacheca
- Nell'episodio TV l'annuario è tra le braccia di Zeke, il quale prima di andare in scena viene colpito in testa, mentre nel libro Brooke lo trova nel suo armadietto

## Edizioni
- R. L. Stine, Il fantasma del palcoscenico, traduzione di Alessandra Padoan, collana Piccoli brividi, Arnoldo Mondadori Editore, 1996,  p. 160, ISBN 88-04-41371-9.